# 陇川秋海棠
陇川秋海棠（学名：Begonia forrestii）是秋海棠科秋海棠属的植物，为中国的特有植物。分布于中国大陆的云南等地，生长于海拔1,200米至2,600米的地区，多生长在阴湿峡谷石上、山坡阴湿处岩石上或峭壁上，目前已由人工引种栽培。